# Macaúba-barriguda
A macaúba-barriguda (Acrocomia intumescens), popularmente conhecida como macaúba, macaíba ou macaíba-barriguda, é uma palmeira do gênero Acrocomia ssp. originária dos estados de Alagoas, Pernambuco, Rio Grande do Norte, Paraíba e Ceará, sendo mais comum nos três últimos estados, onde ocorre na Mata Atlântica, tanto na Zona da Mata como nos brejos de altitude.
Essa palmeira é uma das duas espécies que são popularmente conhecidas pelo nome de macaúba,  macaíba, boicaiuva ou coco-de-catarro, a outra é a Acrocomia aculeata.
O termo, que vem do tupi ma'kaí'ba (através da junção de bacaba mais yuba, que significa "coco amarelo"), é visto em vários topônimos no Brasil, entre os quais a cidade de Macaíba, no Rio Grande do Norte.

## Características
Apresenta estipe solitário com até dez metros de altura, intumescido na sua parte central (daí seu nome intumescens em latim). As folhas da palmeira são compostas, plicadas e decíduas, e a inflorescência é do tipo panícula (conjunto de cachos).
com epicarpo lenhoso duro, porém quebradiço, e mesocarpo fibro-mucilaginoso comestível, cobertos por um tomento castanho, assim como a amêndoa.

## Utilidades
A planta é muito utilizada em arborização urbana de praças e vias no Nordeste do Brasil e sua madeira é bastante utilizada em construções civis. Seus frutos apresentam mesocarpo comestível, que têm uma composição de lipídios, proteínas e carboidratos, os quais podem auxiliar na complementação alimentar e contra a desnutrição.
A macaíba é um fruto bastante utilizado em comunidades rurais, In natura ou em preparações culinárias, ocorrendo espontaneamente na Zona da Mata Nordestina. Tanto sua polpa como sua amêndoa possui um grande interesse socioeconômico, porém possui propriedades nutricionais pouco estudadas. Foram realizadas análises físico-químicas de umidade, cinzas, lipídios, proteínas e carboidratos totais.O fruto apresentou a seguinte composição centesimal para a polpa e para a amêndoa respectivamente: umidade (62,24% e 14,88%), lipídios (29,61% e 27,42%), proteínas (2,58% e 11,72%), carboidrato (6,57% e 46,91%) e cinzas (2,00% e 2,07%). Com isso, o presente estudo objetivou avaliar uma capacidade ainda inexplorada da macaíba, que é sua propriedade expectorante. O fato que nos induziu a fazer essa pesquisa foi o manejo popular para produção de lambedores, porque de acordo com o conhecimento empírico provavelmente ela serve para expectorar, secreções broncopulmonares.Por meio desta pretendemos revelar uma seguinte veracidade da expectoração brônquio-pulmonar por meio do lambedor de macaíba correlacionando as indicações terapêuticas empíricas da macaíba com suas propriedades e princípios ativos. Nesse trabalho foram utilizados o método e procedimentos científicos como: experimentação em pessoas e Elaborações de hipóteses para se chegar a comparação fito terapêutica dessa fruta como coadjuvante da expectoração.

## Produção de mudas
Uma panícula contém em média 25 unidades (frutos), cuja germinação é lenta, podendo durar de um a três anos, sendo recomendável replantar mudas da planta-mãe. O crescimento é moderado.
É indispensável o conhecimento dos principais aspectos da cultura da macaúba para que a sua exploração racional atinja o êxito esperado, como por exemplo o adensamento ótimo de plantio, fatores ligado ao clima, genéticos ou caracterização de genótipos diferentes. Todos eles influenciam diretamente na produtividade agrícola da palmeira.
Porém, alguns aspectos da cultura da macaúba nativa podem servir de exemplo como indicadores para os primeiros plantios comerciais.

###### Adensamento
Estudos feitos pela Universidade Federal de Viçosa apontam para um adensamento de 400 plantas por hectare. Estes dados são baseados no tamanho das folhas da macaúba, que ao serem plantadas não devem gerar sombreamento capaz de prejudicar o desenvolvimento dos frutos.
As macaúbas nativas são encontradas em diversos adensamentos, geralmente controlados pelo proprietário do terreno. Geralmente quando estes adensamentos naturais aumentam muito, a produtividade é muito reduzida, pois a competitividade por nutrientes é muito grande e a sua reposição é muito lenta. O distanciamento irregular entres as palmeiras também é um agravante para a sua baixa produtividade, pois neste caso há também a competição pela luminosidade.
O desafio é definir o adensamento adequado para adaptar o cultivo da macaúba a diversas condições regionais, como a adoção do cultivo consorciado como o sistema agrossilvipastoril.

###### Clima
Ao contrário do dendê, cuja produtividade agrícola depende de condições edafoclimáticas bem definidas, em que a temperatura e o regime de chuvas não são sujeitas a variações desproporcionadas, somente encontradas em áreas privilegiadas do norte do País, a macaúba vegeta nas regiões de altitude entre 500 e 1000m com índices pluviométricos inferiores a 1500 mm e temperatura oscilando na faixa de 15 a 35°C.

###### Ciclo produtivo
A macaúba inicia a sua produção entre 4 a 5 anos após o plantio e sua produtividade se estende além dos 50 anos.
Nos projetos de plantios comerciais, estima-se um vida útil entre 20 a 25 anos. Depois deste período a cultura deverá ser renovada visando o plantio de espécies de palmeiras desenvolvidas mais produtivas e também devido ao tamanho atingido pela palmeira que dificultará a logística de colheita.
O período da safra da macaúba pode sofrer alterações devido a variação de clima em cada região, principalmente do período chuvoso. Na maior parte da região de Minas Gerais o período inicia em outubro e se estende até março. Porém o pico da safra ocorre nos meses de meados de novembro a meados de janeiro.

###### Produtividade
Torna-se difícil uma estimativa da produção anual do coco macaúba nativa em razão de uma série de fatores, principalmente a variação no rendimento de fruto por palmeira. De fato, a idade da planta, as condições edafoclimáticas e a ocorrência de queimadas anuais podem influir na safra.
Conforme se observou em algumas áreas agricultáveis, ou de solos mais férteis, a macaúba pode produzir até 8 cachos por pé com o número de frutos por panícula variando de 400 a 500. Esses índices são bastante maiores aos observados em terras de menor uso agrícola, ou em palmeiras idosas ou mais jovens, cuja produção média não é superior a 4 cachos por pé.
De modo geral, uma mesma palmeira exibe produção decrescente a cada ciclo de 3 anos, isto é, boa produção no 1o ano, regular no 2o ano, produção inferior no 3o ano, e retornando a bom rendimento no ano subsequente. Talvez, um esgotamento da palmeira num período de grande produção determine essas variações, necessitando a planta de algum tempo para elaborar ou absorver do solo os elementos essenciais para uma nova safra abundante.
Portanto, a produção por macaúba é muito variado, depende muito das condições de solo e clima, podendo chegar a uma produtividade entre 25.000 a 40.000 kg de coco por hectare por ano, em um cultivo de 400 palmeiras por hectare (62,5 a 100 kg de coco por macaúba/ano).
O desafio para os novos plantios é definir a melhor relação de múltiplas variáveis no cultivo da macaúba para maior retorno do investimento, ou seja, a relação entre a produção, adensamento, consórcio, trato cultural e irrigação.

## Galeria

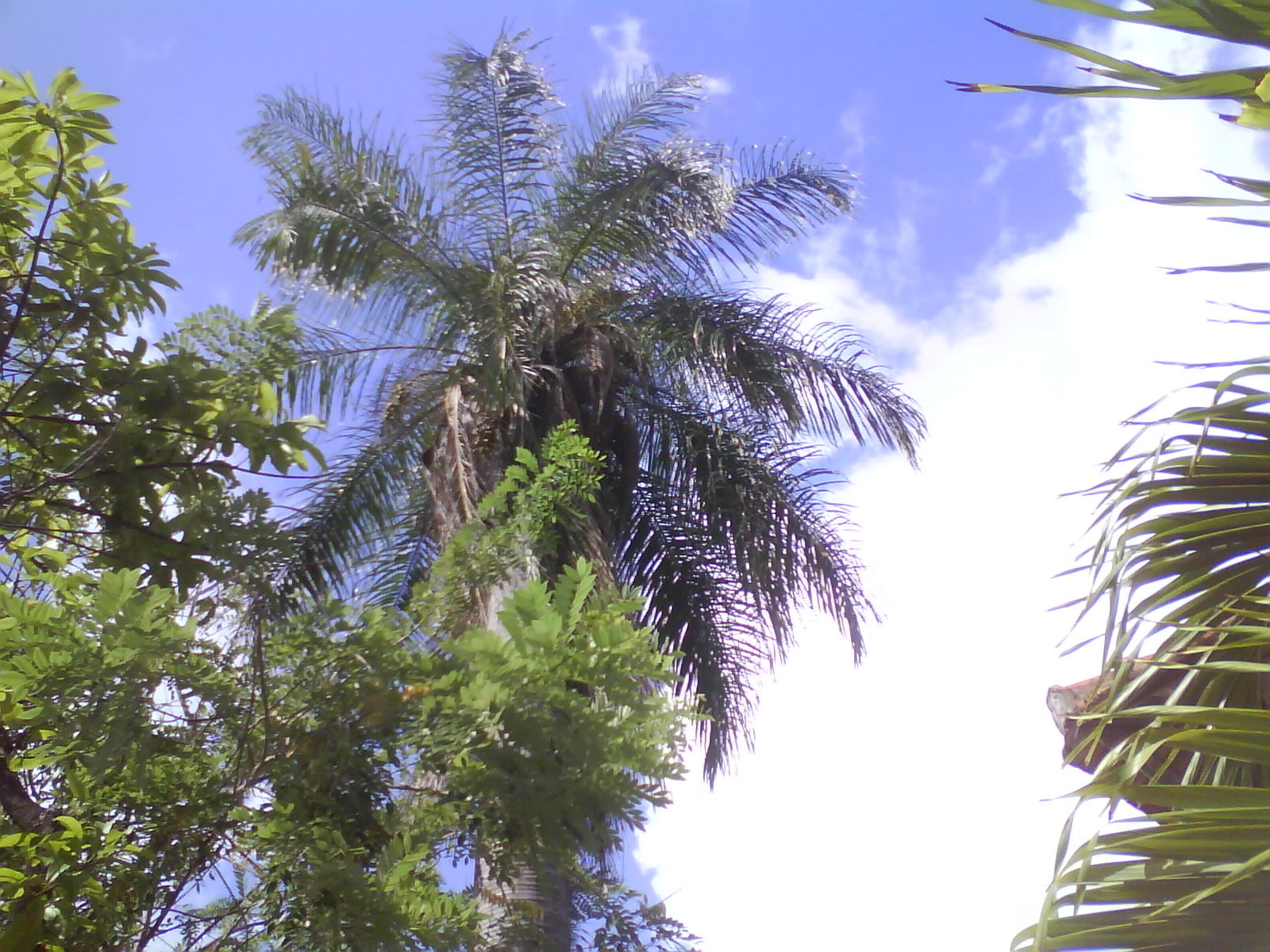
Exemplar de macaúba no setor de Agronomia da Universidade Federal do Ceará.
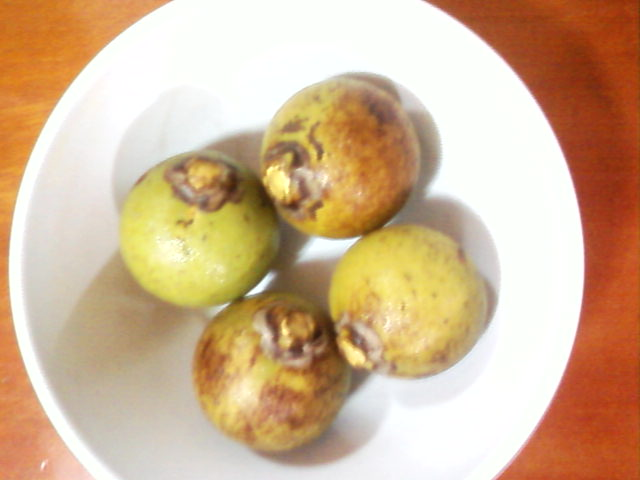
Frutos comestíveis da macaúba-barriguda.